# Ыйван
Ыйва́н (кор. 의왕시?, 義王市?, Uiwang-si) — город в провинции Кёнгидо, Южная Корея.

## История
Территория, на которой находится город, входила в состав города Сувон, где в 1914 году возник район (мён) Ыйван. В 1936 году район был переименован в Ильван. В 1949 году Ильван был передан под юрисдикцию города Хвасон. Это название просуществовало до 1963 года, когда Ыйвану было возвращено прежнее название, тогда же район был передан под юрисдикцию города Сихын. В 1980 году Ыйван получил статус городского округа (ып), а в 1989 стал городом (си).

## География
Город расположен в центральной части провинции Кёнгидо, в 15 километрах южнее Сеула. На севере граничит с Квачхоном, на юге — с Сувоном, на западе — с Аняном, на востоке — с Соннамом. Ввиду близости к столице страны — Сеулу — служит транспортным узлом.
Как и большинство городов на Корейском полуострове, Ыйван лежит у подножия гор. Восточные склоны образуются горами Чхонгесан и Пэгунсан. Наивысшая точка — гора Пэгунсан (567 метров над уровнем моря).

## Экономика
Бюджет города составляет около 138 млрд вон. Основные отрасли экономики — производство мебели и сельское хозяйство. Город специализируется на выращивании риса, овощей и цветов.

## Туризм и достопримечательности
Исторические
- Буддийские храмы Чхонгеса и Пэгунса, основанные в эпоху расцвета корейского буддизма (эпоха государства Объединённое Силла). С течением времени храмы перестраивались, в XX веке отреставрированы и превращены в туристические достопримечательности. Главные достопримечательности — находящиеся в храме Чхонгеса большой бронзовый колокол (начало XVIII века) и манускрипты, вырезанные на деревянных дощечках.
- Фамильный склеп семьи Хвехона, учёного и государственного деятеля эпохи династии Корё. Представляет собой памятник средневековой корейской архитектуры.

Природные
- Горы Чхонгесан и Пэгунсан. Помимо большого количество исторических построек на склонах этих гор проложены также маршруты для занятия горным туризмом.
- Озеро Пэгунхо — искусственное озеро, на берегах которого разбит курорт, включающий парк, аттракционы и рестораны.[6]

Культурные
- Железнодорожный музей. Расположен в районе Воламдо, открыт в 1988 году. Экспозиция содержит более 4000 экспонатов железнодорожной тематики в основном из истории корейской железной дороги.[7]

Фестивали
- Фестиваль искусств «Пэгун». Главная цель фестиваля — развитие и популяризация корейского народного творчества. В программе выступления фольклорных коллективов. Также проводятся мастер-классы по театральному искусству, пению, литературные и музыкальные конкурсы. Фестиваль проводится в течение двух дней октября ежегодно с 2001 года.
- Детский фестиваль — проводится ежегодно. В программе представления кукольного театра, фестиваль детского кино. Развлечения включают в себя ярмарку детских товаров, аттракционы. Образовательная программа включает природоведческие классы, лекции об истории железнодорожного транспорта.

## Символы
Как и остальные города и уезды Южной Кореи, Ыйван имеет ряд символов:
- Дерево: дзельква — символизирует честность и процветание.
- Цветок: азалия — символ любви.
- Птица: сорока — символизирует хорошие новости.
- Животное: сибирский бурундук — символизирует трудолюбие и прилежание.

## Города-побратимы
Ыйван имеет ряд городов-побратимов как внутри страны, так и за рубежом:
- Норт-Литл-Рок (штат Арканзас), США — с 2000 года.
- Кимицу (префектура Тиба), Япония — c 2002 года.